# Kenéz Marianna
Kenéz Marianna (Mezőtúr, 1968. szeptember 18. –) színművésznő.

## Életpályája
A szentesi Horváth Mihály Gimnázium irodalmi-drámai tagozatán tanult.
1987 óta stúdiós 1990-től színész és 1993-1997-ig színművésznő a Halasi Imre vezette Zalaegerszegi Hevesi Sándor Színházban.
1994-1998-ig Mikó István igazgatása alatt a Soproni Petőfi Sándor Színház tagja. 1998-tól szabadúszó (R-S-9.,KÖSZI, Bohém-társaság, Esztrád Színház, RebekArt Produkció, Budavári Labirintus).
Magánélete: R. Kárpáti Péter volt felesége, két gyermekük anyja. A lánya Kárpáti Rebeka műsorvezető, modell, színésznő

## Színházi szerepei
- A kopasz és a lágerkurva- Zina
- A piros esernyő- Pirkó
- Ágacska- Ágacska
- Furcsa pár- Gwendolin O'Pigeon
- Mesélj, Münchausen- Amarilla
- A padlás- Kölyök
- Nagymama- Márta
- Idelenn- Lia
- Mayflower- Dina Wermont
- A szabin nők elrablása- Irma
- Szigetkék- Kandúrka
- Zorba- Klothó moira
- Salemi boszorkányok- Mary Warren
- Nebáncsvirág- Denise de Flavigny
- Az első sírásó- Kéjnő, Cluvia
- Andorra- Barblin
- Mirandolina, te drága- Ortensia, színésznő
- Nebáncsvirág- Denise de Flavigny
- Kulcskeresők- Katinka
- Hamlet pikáns szószban- Ophelia
- Naftalin- Terka
- Beláthatatlan táj- Erna
- Tóték -Mariska
- József Jolán, az édes mostoha- Jolán
- Angyali őrizetben- Betti
- Haccacáré

A Színházi adattárban regisztrált bemutatóinak száma: 21.

## TV-filmjei
- Az öt zsaru
- Frici, a vállalkozó